# Massif du Saint-Gothard
Pour les articles homonymes, voir Saint-Gothard (homonymie) et Gotthard.

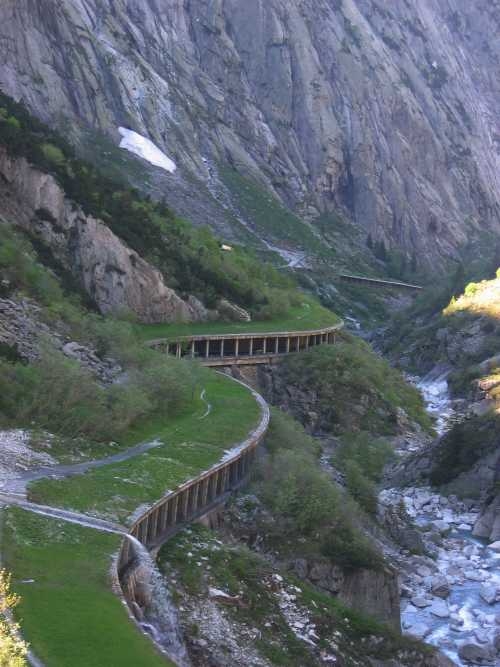
Rampe nord du col routier dans la descente vers Göschenen.

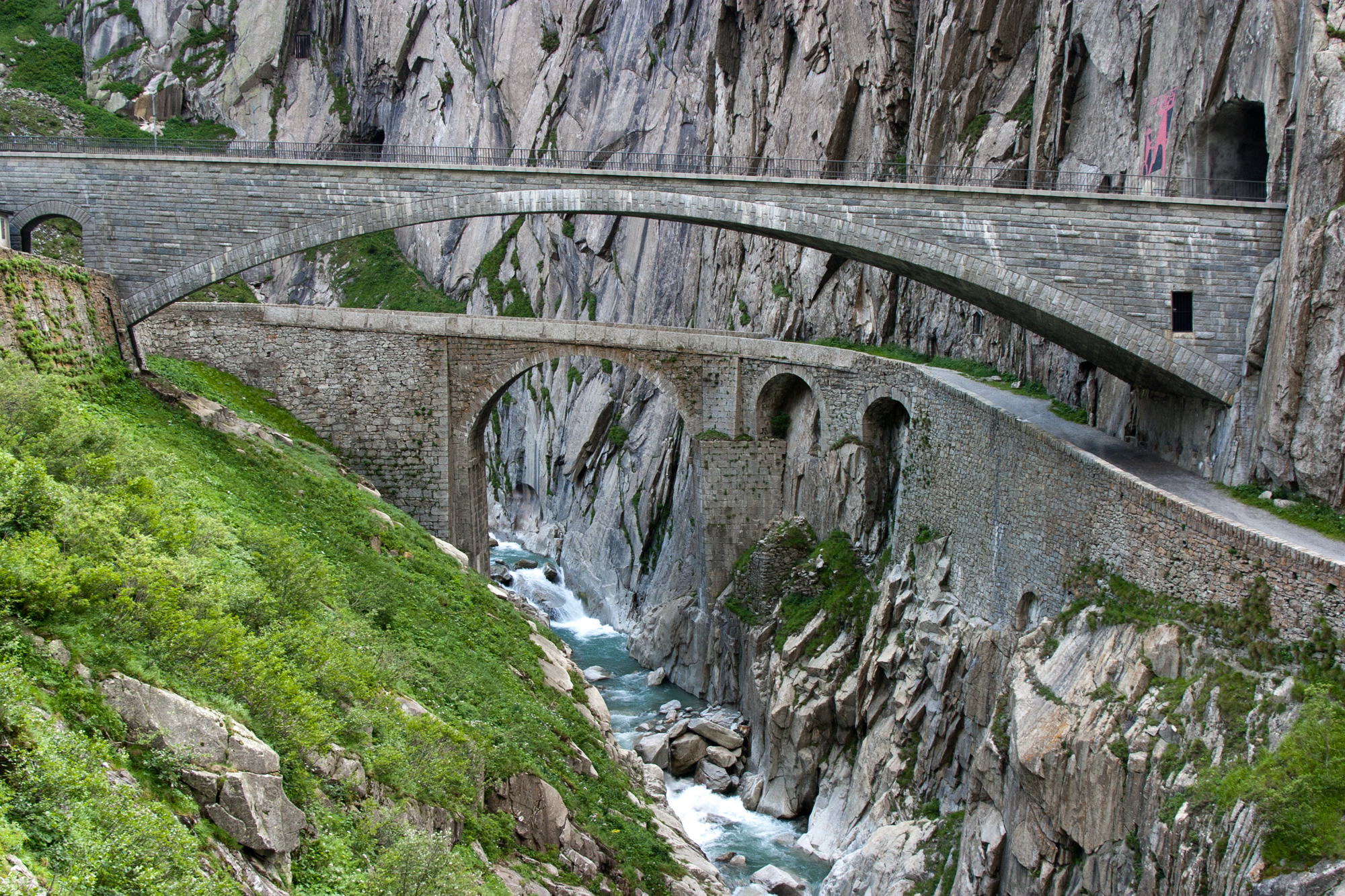
Pont du Diable, 2e et 3e ponts.

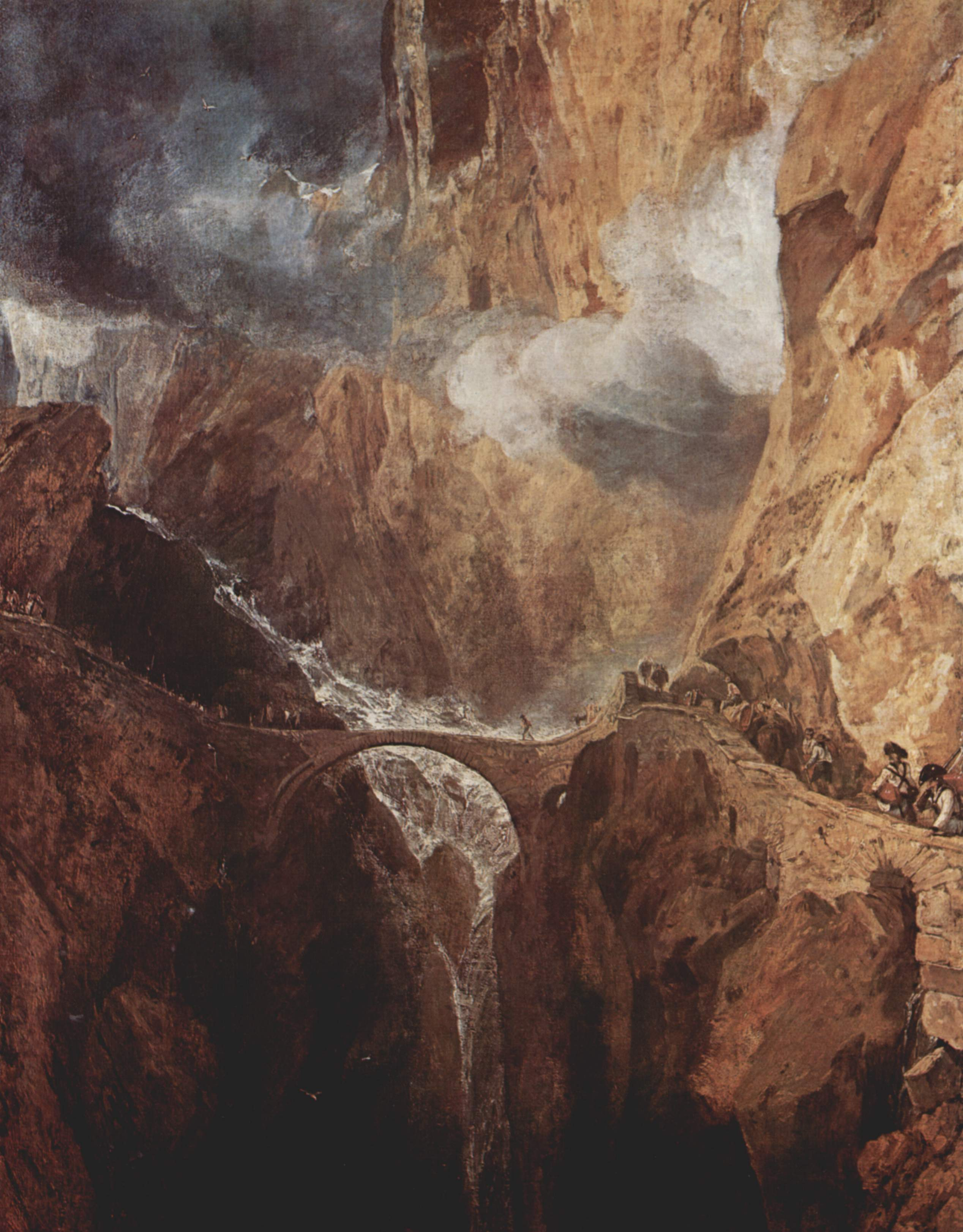
Passage du pont du Diable sur la route du Gothard par William Turner.

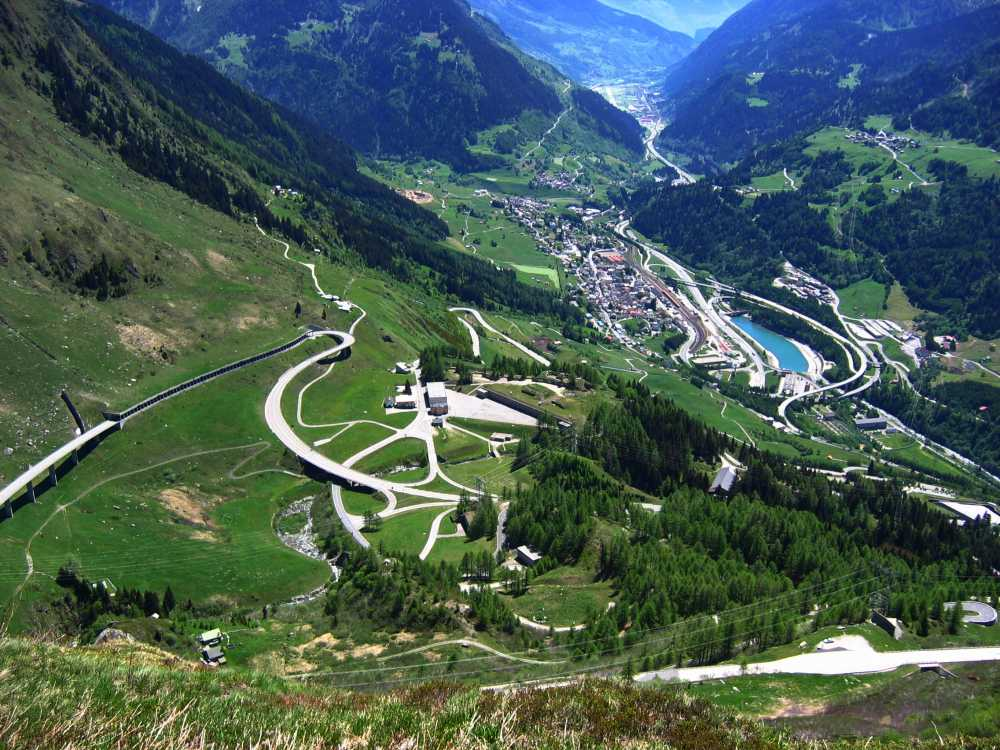
Rampe sud du col.

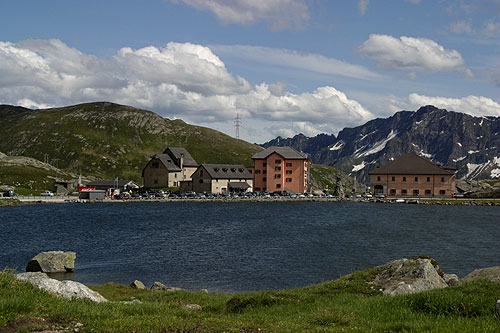
Hospice et musée au col du Gothard.

Le massif du Saint-Gothard est une région montagneuse située dans la chaîne des Alpes, en Suisse, à la frontière de quatre cantons suisses : le Valais, le Tessin, Uri et les Grisons. Ce massif donne son nom à un col permettant de le franchir. Au cours de l'histoire, le col du Saint-Gothard a longtemps revêtu une importance stratégique. Son contrôle est à l'origine du soulèvement des premiers cantons suisses contre les Habsbourg, engendrant la naissance de la Suisse[réf. souhaitée].

## Toponymie
Il doit son nom à l'évêque de Hildesheim, qui propagea la réforme clunisienne à travers le Saint-Empire. Pour désigner le Saint-Gothard il existe plusieurs dénominations : en Suisse romande, on parle souvent du Gotthard encore écrit Gothard ; au Tessin, on parle du Saint-Gothard (San Gottardo en italien) et en Suisse alémanique Sankt-Gotthard (St. Gotthard).
Le Saint-Gothard est un important axe de transport en Europe pour les automobilistes et le transport des marchandises (via le rail) se rendant du nord au sud de l'Europe et vice-versa. Pour traverser le Saint-Gothard, il est possible de prendre la route du col, ou d'emprunter les tunnels.
Aucun sommet ne porte le nom de Saint-Gothard.

## Géographie
Le massif du Saint-Gothard est situé dans les Alpes au centre de la Suisse. Les plus hauts sommets s'y trouvant sont le Dammastock (3 631 m) dans le nord-ouest, le Pizzo Rotondo (3 192 m) dans le sud-ouest, l'Oberalpstock (3 328 m) dans le nord-est.

### Hydrographie
De nombreux cours d'eau prennent leur source dans le massif du Saint-Gothard. Il est surnommé le « château d'eau de l'Europe » de par sa proximité avec les glaciers des Alpes valaisannes, uranaises, tessinoises et grisonnes. De ces glaciers naissent notamment le Rhône, le Rhin, l'Aar et le Tessin. Ainsi les lignes de partage des eaux entre la mer Méditerranée, la mer Adriatique et la mer du Nord se rejoignent dans ce massif.

### Franchissements

#### Col routier du Saint-Gothard
Le col du Saint-Gothard (San Gottardo en italien, Gotthardpass en allemand) est un col alpin situé à 2 107 mètres, long de 26 kilomètres, qui relie Andermatt dans le canton d'Uri à Airolo au canton du Tessin.
Lieu de passage depuis de nombreux siècles, il n'est pas étranger à la constitution d'une première confédération de cantons à la fin du XIIIe siècle. Les paysans qui habitaient cette région tiraient des revenus du passage du col et décidèrent de s'émanciper de la tutelle des Habsbourg.

#### Tunnels
Dans la seconde moitié du XIXe siècle, un premier tunnel ferroviaire (15 km) a été percé à travers le massif, sous la direction du Genevois Louis Favre. Il a été achevé en 1882. Ce tunnel relie Airolo dans le canton du Tessin à Göschenen dans le canton d'Uri.
Plus récemment, un tunnel routier, inauguré en 1980, est venu compléter le dispositif de cet important passage des Alpes.
Le réseau routier sur le col et dans l'axe autoroutier passant par le tunnel étant souvent saturés[réf. nécessaire], le tunnel de base bi-tube du Saint-Gothard a été réalisé pour améliorer les transports ferroviaires entre le Nord et le Sud de l'Europe et limiter la pollution. Achevé en 2016 et mis en service commercial le 11 décembre 2016, il est, avec ses 57 kilomètres d'Erstfeld à Bodio, le plus long tunnel du monde. Le coût des travaux a dépassé dix milliards de francs suisses. Ce tunnel sert principalement à transporter des marchandises par le rail, réduisant ainsi le trafic routier sur les axes concernés.
Le projet de construction, au milieu du tunnel ferroviaire, d'une gare souterraine nommée Porta Alpina a été abandonné ou du moins repoussé. Un ascenseur d'une profondeur de 800 mètres devait rejoindre la surface à Sedrun.
Le percement de ce tunnel de base a été effectué à l'aide de quatre tunneliers de 450 m chacun, qui progressaient à une vitesse de 20 m par jour, soit beaucoup plus efficacement que le dynamitage qui aurait avancé de 8 à 9 m par jour. Le dernier mètre de roche a été abattu en octobre 2010.

## Histoire
Les Alpes ont longtemps été une frontière naturelle entre le nord et le sud de l'Europe. De nombreux vieux ponts existent toujours sur le chemin du col du Saint-Gothard. Le plus célèbre d'entre eux est le pont du Diable.
L'armée suisse en a fait un des piliers de sa protection avec des centaines de kilomètres de galeries et la présence de fort d'artillerie. Ces ouvrages militaires sont aujourd'hui en grande partie désaffectés (Voir : Réduit national et Fortifications du Gothard (de)) mais soumis à l'inspection de militaires de pays membres de l’Organisation pour la sécurité et la coopération en Europe.

## Dans la culture
Le Saint-Gothard est un lieu mythique, tout à la fois berceau de la confédération (c'est la région des premiers cantons unis par le pacte fédéral de 1291), centre des Alpes, voie de passage des peuples, source des grands fleuves européens, carrefour des cultures de la Suisse, lieu de résistance contre les Habsbourg, promu ultime bastion dans la défense du réduit national pendant la Seconde Guerre mondiale, donc symbole de l’indépendance, de la cohésion et de l’identité du pays. Pour l’écrivain Peter von Matt, le Saint-Gothard peut être considéré comme une sorte de « mont Sinaï helvétique » qui a servi à « l’autoglorification de la Suisse ».
Au XVIIIe siècle, cette « montagne sacrée » fascine des voyageurs tels que Johann Wolfgang von Goethe, Friedrich von Schiller ou Alphonse de Lamartine, qui écrit « son spectacle écrase et terrifie ».
Jusqu'au XVIIIe siècle, le Saint-Gothard était considéré comme la plus haute montagne des Alpes.